# Penparc
 (mai 2023).
Penparc est un village de 470 habitants dans le Ceredigion au pays de Galles.